# І ніхто інший
«І ніхто інший» — радянський художній фільм 1967 року, знятий на кіностудії «Білорусьфільм».

## Сюжет
По дорозі до місця ув'язнення Казанков, який раніше зізнався у вбивстві, вистрибнув з вагону і загинув. Дізнавшись про це, досвідчений суддя, який вів справу засудженого, вирішив повернутися до справи Казанкова. Пізніше він переконається у тому, що поспішив з винесенням вироку…

## У ролях
- Євген Тетерін — Іван Опанасович, суддя
- Надія Федосова — Дарія Василівна
- Майя Булгакова — Марія Сергіївна Казанкова, мати Юрки
- Маріанна Вертинська — Аня, дочка Івана Опанасовича і Дар'ї Василівни
- Сергій Гурзо — Юра Казанков, невинно засуджений за вбивство
- Людмила Вагнер — Тоська, дівчина Юрки
- Петро Любешкін — Федір Васильович, агент Держстраху, брат Дар'ї Василівни
- Іван Шатило — Василь Васильович, адвокат
- Олександр Дем'яненко — Андрій Миколайович Зеленцов, керівник лабораторії (роль озвучив інший актор)
- Павло Пекур — працівник прокуратури
- Леонід Пархоменко — епізод
- Віктор Шрамченко — прокурор
- Дмитро Орловський — народний засідатель
- Анатолій Ведьонкін — слідчий прокуратури
- Степан Хацкевич — контролер в електричці
- Тамара Кудрявцева — епізод
- Марія Захаревич — подруга Тосі на суді
- Роза Свердлова — секретар Зеленцова
- Нінель Жуковська — народний засідатель
- Світлана Турова — дівчина в окулярах в залі суду
- Борис Руднєв — приятель Юри
- Борис Ямпольський — лікар
- Григорій Бєлоцерковський — приятель Юри
- Юрій Мінін — епізод
- Петро Омельченко — Георгій Олександрович, чиновник
- Павло Дубашинський — секретар Георгія Олександровича
- С. Терьохін — епізод
- Генріх Вагнер — епізод
- Лідія Корольова — жінка в залі суду
- Марія Зінкевич — контролер в електричці
- Галина Рогачова — подруга Тосі в залі суду
- Анна Павлова — жінка в залі суду

## Знімальна група
- Режисер — Йосип Шульман
- Сценарист — Семен Нагорний
- Оператор — Юрій Сокол
- Композитор — Генріх Вагнер
- Художник — Володимир Бєлоусов